# Alergijski kontaktni dermatitis
Alergijski kontaktni dermatitis  je oblik zapaljenjskog  reagovanja kože koji nastaje kao odgovor na kontakt sa alergenom, senzibilizacijom kasnog tipa preosetljivosti.

## Epidemiologija
Morbiditet
Na osnovu istraživanja sprovedanog u SAD učestalost kontaktnog dermatitisa je 13,6 slučaja na 1.000 stanovnika.
Švedska studija pokazala je da je u ovoj zemlji prevalencija alergijskog kontaktnog dermatitisa lokalizovanog na rukama bila 2,7 slučaja na 1.000 stanovnika.
Holandska studija je pokazala da je prevalencija alergijskog kontaktnog dermatitisa među Holanđanima, lokalizovana na rukama bila 12 slučajeva na 1.000 stanovnika.
Rasne razlik
Alergijski kontaktni dermatitis ne pokazuje sklonost prema pojedinim rasama.
Polne razlike
Češće se javlja kod žena nego kod muškaraca. To je pretežno rezultat alergije na nikal, koja je u većini zemalja češća kod žena nego kod muškaraca.
Starosnne razlike
Alergijski kontaktni dermatitis se može javiti kod svih starosnih grupa, počev od novorođenčadi, do pozne starosti. 
Kod starijih osoba, razvoj alergijskog kontaktnog dermatitisa može biti donekle odložen, ali je zato klinička slika dermatitisa uporniji kada se sasvim razvije. 
Kontaktna alergija na topikalne lekove češća je kod osoba starijih od 70 godina.

## Patogeneza
Antigen je kategorija koja indukuje imuni odgovor i obično je hapten koji se veže za nosač (serumski protein, ćelijsku membranu keratinocita, kolagen u dermu itd.) i tako postaje kompletni antigen. Vezan za nosač antigen postaje imunogeničan. 
Prvi kontakt sa antigenom
Kroz oštećenu kožu prodire hapten-proteinski spoj, gde ga prihvataju antigen prezentujuće ćelije i odnose u regionalne limfne žlezde. Tu se iz pomoćnički limfocit T (Th0  limfocita) izlučuje citokin IL2 koji stimuliše klonsku ekspanziju specifičnih Th1 limfocita. 
Neki od ovih limfocita kao i specifični Th0 prelaze u „sećanja čelije”. Najvećim delom specifični Th1 limfociti preko krvi odlaze u sve organe i tkiva gde stimulišu lokalne Th1 limfocite u smislu stvaranja fonda tih ćelija koje predstavljaju osnovu za senzibilizaciju poznog tipa.
Ponovni kontakt sa antigenom
Posle ponovnog kontakta sa istim antigenom antigen prezentujuće ćelije predočuju isti memorijskim limfocitima u dermisu i tako ih aktiviraju. Aktivirani limfociti luče IL3 i IFN-γ koji podstiču keratinocite i endotelne ćelije kapilara na lučenje citokina koji potom uzrokuju zapaljensku reakciju (IL1, IL6, IL8). 
Istovremeno se nakupljaju  i neutrofili makrofagi, bazofili i eozonofili čineći jedinstven zapaljenski infiltrat.

## Etiologija
Razlozi nastajanja alergijskog kontaktnog dermatitis su brojni.
- Nasleđe,
- Narušeno stanje imunskog sistema.[11]
- Postojanje alergena sa kojima koža dolazi svakodnevno, profesionalno, povremeno ili sezonski dolazi u kontakt.[12]

### Izvori kontaktnih alergena
U svakodnevnom čovekovom okruženju izvori kontaktnih alergena su raznovrsni:  
- nakita (koji je na pprvom mestu),
- predmeta od metala (metalni okvir naočara, satovi, metalna dugmad, ključevi, kovani novac)
- preparati za ličnu higijenu, negu lica i tela (šamponi za kosu, pena za brijanje, pasta za zube, kupka i gelovi za tuširanje, farba za kosu…),
- dekorativna kozmetika puderi, senke za oči, maskare, lak za nokte, ruž za usne, preparati za negu usana…),
- lekovi za lokalnu upotrebu
- biljni preparati,
- boje, lakovi,
- guma,
- građevinski material
- barašno i drugi proizvodi žitarica.[12]

## Klinička slika
Klinička slika alergijskog kontaktnog dermatitisa je polimorfna i karakteriše se pojavom:
- eritema,
- edema,
- papula,
- vezikulaa,
- svraba na mestu javljanja kožnih promena.

Promene na koži su najčešće nejasno ograničene od zdrave kože. Najčešća lokalizacija kontaktnog alergijskog dermatitisa je na otkrivenim delovima tela — na šakama, podlakticama i licu. Međutim ekcemarozne promene se mogu pojaviti i na drugim površinama tela.

## Dijagnoza
Dijagnoza alergijskog kontaktnog dermatitisa se postavlja na osnovu:
- anamneze,
- kliničke slike,
- toka bolesti,
- lokalizacije promena
- in vivo testova za dokazivanje kasne preosetljivosti (epikutanim — patch testom na standardne i specifične alergene).

Tokom  dijagnostikovanja uvek treba razmišljati i o mogućnosti senzibilizacije na alergene s radnog mesta i na vreme obolelu osobu isključiti iz kontakta sa materijama na koje je utvrđena senzibilizacija, kao i sa srodnim materijama.

## Terapija
U akutnom i subakutnom stadijumu bolest se leči primenom blagih antiflogističkih sredstava, kao što je 3%-ni rastvor borne kiseline, i kortikosteroidne kreme sa antialergijskim i antiinflamatornim dejstvom.
Kod hroničnih promena savetuje se upotreba kortikosteroidnih masti sa postepenim smanjivanjem doze
uz upotrebu preparata za negu, hidriranje i ishranu kože.
Sastavni deo lečenje alergijskog kontaktnog dermatitisa je i izolacija pacijenta od kontakta sa alergenima koji su na epikutanom testiranju pokazali pozitivnu reakciju.

## Prevencija
Prevencija kod alergijskog kontaktnog dermatitisa sprovodi se:
- izbegavanjem kontakta sa materijama alergogene prirode, naročito kod osoba sa atopijskom konstitucijom,
- epikutanim testiranjem pre zaposlenja,
- uklanjanem štetne nokse iz tehnološkog procesa, primenom zaštitnih sredstva, izmenama u tehnološkom procesu
- promena radnog mesta kod ugroženih osoba.[14][13]

## Spoljašnje veze
|  | Molimo Vas, obratite pažnju na važno upozorenje u vezi sa temama iz oblasti medicine (zdravlja). |